# Bergen (Oberbay) (stacja kolejowa)
Bergen (Oberbay) (niem: Bahnhof Bergen (Oberbay)) – przystanek kolejowy (dawna stacja kolejowa) w Bergen, w kraju związkowym Bawaria, w Niemczech. Leży na linii kolejowej Rosenheim – Salzburg.
Według klasyfikacji DB Station&Service posiada kategorię 5. Dziennie obsługuje około 45 pociągów.

## Historia
7 maja 1860 została otwarta stacja kolejowa Bergen. W roku 1877 zbudowano drugi tor, dwa perony, obrotnicę kolejową, dwie bocznice, ładownię, budynek dworca z przystawką boczną oraz dom dla dyspozytora. W dniu 29 lipca 1904 roku blokada mechaniczna w stacji został oddany do eksploatacji. W 1980 roku rozebrano tory załadunkowe i ładownię.

## Linie kolejowe
- Rosenheim – Salzburg

## Połączenia
Stacja posiada dwa perony. Tor 1 jest przy głównym peronie, peron 2 znajduje się naprzeciwko perony 1. Peron 1 ma długość 404 m i 38 cm wysokości, peron 2 ma 403 metrów długości i 38 cm wysokości.
Stacja jest obsługiwana co godzinę przez lokalne pociągi Bayerische Oberlandbahn, które działają pod marką Meridian z Monachium do Salzburga. Ponadto obsługuje cztery dodatkowe połączenia z Monachium do Traunstein.
| Rodzaj pociągu | Trasa                                                                                  | Częstotliwość |
| -------------- | -------------------------------------------------------------------------------------- | ------------- |
| M              | München – Rosenheim – Prien am Chiemsee – Bergen – Traunstein – Freilassing – Salzburg | Tak godzinny  |
| M              | München – Rosenheim – Prien am Chiemsee – Bergen – Traunstein                          | cztery pary   |